# Caecocypris basimi
Caecocypris basimi é a única espécie de peixe actinopterígeo pertencente à família Cyprinidae, ordem Cypriniformes do gênero Caecocypris.
Apenas pode ser encontrada no Iraque.